# Associazione Fascista Calcio Catania 1936-1937
Questa voce raccoglie le informazioni riguardanti l'Associazione Fascista Calcio Catania nelle competizioni ufficiali della stagione 1936-1937.

## Stagione
La stagione 1936-1937 per il Catania nel campionato di Serie B la si può chiamare: L'amara stagione infinita. Partiti con ambizioni di disputare un buon campionato cadetto, la squadra non riesce ad esprimere il proprio potenziale, si piazza con 28 punti in decima posizione, tre squadre le stanno dietro e sono retrocesse, Viareggio, Catanzarese e Aquila, per decidere la quarta retrocessa si disputano gli spareggi dal 27 giugno all'11 luglio, con Venezia, Pro Vercelli e Messina che erano arrivate con gli stessi 28 punti del Catania. Toccherà proprio alla squadra etnea lasciare la Serie B e scendere in Terza Serie. Il Catania, arrivato 13º, retrocesse in Serie C dopo aver perso agli spareggi contro Pro Vercelli, Messina e Venezia.

## Rosa
| N. |                   | Ruolo | Calciatore           |
| -- | ----------------- | ----- | -------------------- |
|    | Italia (bandiera) | P     | Mario Sernagiotto    |
|    | Italia (bandiera) | P     | Carmelo Caruso       |
|    | Italia (bandiera) | D     | Ferruccio Bedendo    |
|    | Italia (bandiera) | D     | Giordano Sinibaldi   |
|    | Italia (bandiera) | D     | Ottorino Casanova    |
|    | Italia (bandiera) | D     | Mario De Bartoli     |
|    | Italia (bandiera) | D     | Secondo Finotto      |
|    | Italia (bandiera) | D     | Renzo Bettini        |
|    | Italia (bandiera) | D     | Vincenzo Ronsisvalle |
|    | Italia (bandiera) | D     | Luigi Stivanello     |
|    | Italia (bandiera) | C     | Marcello Mihalich    |

| N. |                    | Ruolo | Calciatore         |
| -- | ------------------ | ----- | ------------------ |
|    | Italia (bandiera)  | C     | Giuseppe Buccheri  |
|    | Romania (bandiera) | C     | Gyula Emil Micossi |
|    | Italia (bandiera)  | C     | Giovanni Corallo   |
|    | Italia (bandiera)  | C     | Mario Lentini      |
|    | Italia (bandiera)  | C     | Giovanni Messina   |
|    | Italia (bandiera)  | C     | Raffaele Pulzoni   |
|    | Italia (bandiera)  | A     | Nicolò Nicolosi    |
|    | Italia (bandiera)  | A     | Ettore Brossi      |
|    | Italia (bandiera)  | A     | Erasmo Franzoni    |
|    | Italia (bandiera)  | A     | Vincenzo Babetto   |
|    | Italia (bandiera)  | A     | Agatino Pandolfini |

## Risultati

### Serie B

#### Girone di andata
| Arbitro: | Fois (Roma) |

|            |           |              |
| Brossi 33’ | Marcatori | 47’ Romanini |

| Arbitro: | Mazzarini (Roma) |

|              |           |              |
| Franzoni 68’ | Marcatori | 60’ Zironi I |

| Arbitro: | Pizziolo (Firenze) |

|                              |           |              |
| Varini 24’ (rig.) 49’ (rig.) | Marcatori | 47’ Nicolosi |

| Arbitro: | Garzena (Voghera) |

|             |           |            |
| Benassi 48’ | Marcatori | 29’ Brossi |

| Arbitro: | Gamba (Napoli) |

|            |           |  |
| Brossi 71’ | Marcatori |  |

| Arbitro: | Mazza (Torre del Greco) |

|                 |           |             |
| Brossi 10’, 60’ | Marcatori | 24’ Gardini |

| Arbitro: | Soliani (Genova) |

|              |           |             |
| Bonesini 25’ | Marcatori | 86’ Corallo |

| L'Aquila 8 novembre 1936 8ª giornata | Aquila          | 0 – 0 | Catania | Stadio XXVIII Ottobre\| Arbitro: \| Biancone (Roma) \| |
| Arbitro:                             | Biancone (Roma) |       |         |                                                        |

| Catania 22 novembre 1936 9ª giornata | Catania        | 0 – 0 | Atalanta | Campo di Piazza Verga\| Arbitro: \| Dattilo (Roma) \| |
| Arbitro:                             | Dattilo (Roma) |       |          |                                                       |

| Arbitro: | Mastellari (Bologna) |

|              |           |  |
| Franzoni 83’ | Marcatori |  |

| Arbitro: | Gianelli (Genova) |

|                            |           |              |
| Barsanti 16’, 70’ Pini 88’ | Marcatori | 75’ Mihalich |

| Arbitro: | Curradi (Firenze) |

|                           |           |            |
| Caldirola 37’ Buzzoni 81’ | Marcatori | 22’ Brossi |

| Arbitro: | Tonnetti (Roma) |

|                     |           |           |
| Nicolosi 58’ (rig.) | Marcatori | 60’ Zorza |

| Arbitro: | Ghetti (Modena) |

|             |           |                                      |
| Pomponi 82’ | Marcatori | 5’ (aut.) Biasotto 50’, 66’ Mihalich |

| Arbitro: | Carminati (Milano) |

|                                                 |           |                         |
| Nicolosi 16’ (rig.) 75’ Brossi 55’ Mihalich 66’ | Marcatori | 21’ Cornara 57’ Ramella |

#### Girone di ritorno
| Arbitro: | Mauri (Como) |

|                              |           |  |
| Remondini 46’ Bianchi II 75’ | Marcatori |  |

| Arbitro: | Salvagno (Trieste) |

|                                                                    |           |  |
| Sentimenti III 22’ Casadio 44’ Zironi I 53’ Bellini 81’ Dugoni 86’ | Marcatori |  |

| Arbitro: | Galeati (Bologna) |

|                                                |           |  |
| Mihalich 30’, 87’ Brossi 49’ Franzoni 75’, 83’ | Marcatori |  |

| Arbitro: | Gamba (Napoli) |

|  |           |                               |
|  | Marcatori | 47’ Calzolai 60’, 76’ Benassi |

| Arbitro: | Gnocchini (Ancona) |

|                  |           |            |
| Isada 72’ (rig.) | Marcatori | 50’ Brossi |

| Arbitro: | Carminati (Milano) |

|              |           |                         |
| Villotti 69’ | Marcatori | 44’ (rig.) 63’ Nicolosi |

| Arbitro: | Puglia (Napoli) |

|  |           |                   |
|  | Marcatori | 52’ (rig.) Icardi |

| Arbitro: | Mazzarini (Roma) |

|                                             |           |                |
| Franzoni 24’, 67’ Brossi 28’ De Bortoli 59’ | Marcatori | 29’, 75’ Lessi |

| Arbitro: | Soliani (Genova) |

|                                    |           |  |
| Bonomi 37’ Cominelli 70’ Savio 82’ | Marcatori |  |

| Arbitro: | Mauri (Como) |

|                                               |           |              |
| Angelini 27’ Arcari IV 52’, 68’ Montanari 72’ | Marcatori | 41’ Mihalich |

| Arbitro: | Biancone (Roma) |

|                |           |  |
| De Bortoli 63’ | Marcatori |  |

| Arbitro: | Fois (Roma) |

|  |           |             |
|  | Marcatori | 83’ Rampini |

| Arbitro: | Bertone (Torino) |

|               |           |              |
| Sciavetta 61’ | Marcatori | 66’ Mihalich |

| Catania 9 maggio 1937 29ª giornata | Catania            | 0 – 0 | Pisa | Campo di Piazza Verga\| Arbitro: \| Carminati (Milano) \| |
| Arbitro:                           | Carminati (Milano) |       |      |                                                           |

| Arbitro: | Moretti (Genova) |

|                  |           |              |
| Svageli 18’, 48’ | Marcatori | 29’ Nicolosi |

#### Spareggi Salvezza
| Arbitro: | Bevilacqua (Viareggio) |

|                        |           |            |
| Brossi 29’ Finotto 85’ | Marcatori | 61’ Grossi |

| Arbitro: | Curradi (Firenze) |

|                                |           |             |
| Nicolosi 43’, 47’ Mihalich 64’ | Marcatori | 76’ Svageli |

| Arbitro: | Caironi (Milano) |

|                 |           |           |
| Brossi 23’, 71’ | Marcatori | 15’ Gerbi |

| Arbitro: | Salvatori (Roma) |

|                                                |           |  |
| Giuge 1’ Valari 24’, 46’ Stivanello 80’ (aut.) | Marcatori |  |

| Arbitro: | Scotto (Savona) |

|                                                    |           |                 |
| Svageli 11’, 44’ Cornara 60’, 87’, 89’ Perotti 80’ | Marcatori | 36’, 50’ Brossi |

| Arbitro: | Dattilo (Roma) |

|                                                     |           |                                  |
| Gardini 36’ Villotti 46’ Viani I 65’ Ferretti I 68’ | Marcatori | 49’, 77’ Pandolfini 55’ Nicolosi |

| Arbitro: | Mazzarini (Roma) |

|                       |           |  |
| Gardini 12’ Gerbi 15’ | Marcatori |  |

| Arbitro: | Mattea (Torino) |

|                                              |           |  |
| Kossovel 54’ Dalfini 75’, 90’ Baldinotti 89’ | Marcatori |  |

### Coppa Italia
| Arbitro: | Misasi (Cosenza) |

|                     |           |  |
| Nicolosi 82’ (rig.) | Marcatori |  |

| Arbitro: | Mazzarini (Roma) |

|                                         |           |             |
| Franzoni 61’ Babetto 100’ Nicolosi 111’ | Marcatori | 52’ Gobetto |

| Arbitro: | Ceccherini (Como) |

|                                        |           |                                           |
| Spivach 73’ Mascheroni 75’ Bollano 83’ | Marcatori | 23’ Brossi 55’, 58’ Nicolosi 78’ Franzoni |

| Arbitro: | Carminati (Milano) |

|                                                                     |           |  |
| Scarabello 34’ (rig.) Marchionnesci 52’ Fasanelli 54’ Perazzolo 76’ | Marcatori |  |

## Statistiche

### Statistiche di squadra
| Competizione                    | Punti | In casa | In casa | In casa | In casa | In casa | In casa | In trasferta | In trasferta | In trasferta | In trasferta | In trasferta | In trasferta | Totale | Totale | Totale | Totale | Totale | Totale | DR  |
| Competizione                    | Punti | G       | V       | N       | P       | Gf      | Gs      | G            | V            | N            | P            | Gf           | Gs           | G      | V      | N      | P      | Gf     | Gs     | DR  |
| ------------------------------- | ----- | ------- | ------- | ------- | ------- | ------- | ------- | ------------ | ------------ | ------------ | ------------ | ------------ | ------------ | ------ | ------ | ------ | ------ | ------ | ------ | --- |
| Serie B                         | 28    | 15      | 7       | 5       | 3       | 21      | 13      | 15           | 2            | 5            | 8            | 14           | 29           | 30     | 9      | 10     | 11     | 35     | 42     | -7  |
| Spareggi salvezza               | 6     | 3       | 3       | 0       | 0       | 7       | 3       | 3            | 0            | 0            | 3            | 5            | 14           | 6      | 3      | 0      | 3      | 12     | 17     | -5  |
| Spareggi salvezza - ripetizione |       | -       | -       | -       | -       | -       | -       | -            | -            | -            | -            | -            | -            | 2      | 0      | 0      | 2      | 1      | 6      | -5  |
| Coppa Italia                    |       | 2       | 2       | 0       | 0       | 4       | 1       | 2            | 1            | 0            | 1            | 4            | 7            | 4      | 3      | 0      | 1      | 8      | 8      | 0   |
| Totale                          |       | 20      | 12      | 5       | 3       | 32      | 17      | 20           | 3            | 5            | 12           | 23           | 50           | 42     | 15     | 10     | 17     | 56     | 73     | -17 |

### Statistiche dei giocatori
| Giocatore      | Serie B  | Serie B | Coppa Italia | Coppa Italia | Totale   | Totale |
| Giocatore      | Presenze | Reti    | Presenze     | Reti         | Presenze | Reti   |
| -------------- | -------- | ------- | ------------ | ------------ | -------- | ------ |
| V. Babetto     | 4        | 0       | ?            | ?            | 4+       | 0+     |
| F. Bedendo     | 26       | 0       | ?            | ?            | 26+      | 0+     |
| R. Bettini     | 30       | 0       | ?            | ?            | 30+      | 0+     |
| E. Brossi      | 27       | 10      | ?            | ?            | 27+      | 10+    |
| G. Buccheri    | 1        | 0       | ?            | ?            | 1+       | 0+     |
| C. Caruso      | 6        | -?      | ?            | ?            | 6+       | 0+     |
| O. Casanova    | 27       | 0       | ?            | ?            | 27+      | 0+     |
| G. Corallo     | 4        | 1       | ?            | ?            | 4+       | 1+     |
| M. De Bartoli  | 26       | 2       | ?            | ?            | 26+      | 2+     |
| S. Finotto     | 6        | 0       | ?            | ?            | 6+       | 0+     |
| E. Franzoni    | 28       | 6       | ?            | ?            | 28+      | 6+     |
| G. Micossi     | 30       | 0       | ?            | ?            | 30+      | 0+     |
| M. Mihalich    | 27       | 8       | ?            | ?            | 27+      | 8+     |
| N. Nicolosi    | 27       | 7       | ?            | ?            | 27+      | 7+     |
| R. Pulzoni     | 2        | 0       | ?            | ?            | 2+       | 0+     |
| M. Sernagiotto | 24       | -?      | ?            | ?            | 24+      | 0+     |
| G. Sinibaldi   | 29       | 0       | ?            | ?            | 29+      | 0+     |
| L. Stivanello  | 6        | 0       | ?            | ?            | 6+       | 0+     |